# Auftakt

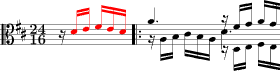
Auftakt in einer Choralbearbeitung von Johann Sebastian Bach - BWV 736 (Auftakt rot markiert)

Als Auftakt (früher auch Aufschlag oder Arsis) bezeichnet man in der Musik den unvollständigen Takt am Anfang eines Musikstückes, der dem ersten vollständigen Takt voran gesetzt ist.

## Allgemeines
Seit dem 19. Jahrhundert verwendet die Musiktheorie den Begriff Auftakt für den Anfang eines Musikstückes, das nicht mit einem vollständigen Takt beginnt. In Liedern verläuft der Rhythmus in der Regel mit den textlichen Betonungen synchron. Rhythmisch-metrisch folgt die Melodik meist dem Sprachfluss des Textes, so dass eine Text-Ton-Beziehung besteht.

## Metrischer Auftakt
Metrisch bedeutet auftaktig, dass ein Lied nicht mit der Zählzeit 1, sondern mit einer schwächeren Zählzeit beginnt. 
Viele deutsche Volkslieder beginnen auftaktig, weil ihr Text mit unbetonten Partikeln (Artikel, Pronomen, Präposition) anfängt. „Im Märzen der Bauer die Rösslein einspannt“: „Im“ ist der Auftakt, da das Wort eine unbetonte Präposition ist und erst die erste Silbe des Substantivs „Märzen“ betont wird. Weitere Beispiele: Am Brunnen vor dem Tore, Aus grauer Städte Mauern, Das Wandern ist des Müllers Lust, Der Mond ist aufgegangen, Ich ging durch einen grasgrünen Wald, Im Frühtau zu Berge usw. Siehe dazu Liste von Volksliedern.
Beispiele aus anderen Sprachen sind:
- Pera stous, pera kambous (Griechenland)
- Alas, my love, you do me wrong (Greensleeves, England)
- Petit papa noël (Frankreich)

(Auftakt kursiv, erste Betonung in Fettdruck)
Für Jérôme-Joseph de Momigny war der Auftakt ein bevorzugtes Element der Phrasierung, sodass er ihn betonte.
Hugo Riemanns System des musikalischen Rhythmik und Metrik (Leipzig, 1903) basiert auf 3 interdependenten Prinzipien, nämlich der Agogik (Tempoveränderung), Auftaktigkeit und Achttaktigkeit. Auftaktigkeit bedeutet hier, dass Musik generell von leicht nach schwer, von upbeat zum  downbeat und von Frage zu Antwort fortschreite. Kritisiert wird Riemanns Theorie, weil sie überwiegend von auftaktigen Modellen ausgehe und abtaktige ignoriere.
Bei Liedern und  kleineren, überschaubaren Instrumentalstücken wird der Schlusstakt um die Länge des Auftaktes gekürzt, so dass er mit dem Auftakt zusammen einen vollen Takt ergibt. Dies wird insbesondere so gehalten, wenn mehrere Strophen mit einem durchgehenden Puls gesungen werden sollen. Durchbrochen wird das Schema gerade im Bereich des Volkslieds, wenn sich aus der Textstruktur eine unregelmäßige musikalische Formung ergibt. Auch ergab sich im 19. Jahrhundert durch die stilistische Lösung von klassischen Formen eine Befreiung von diesem Prinzip.

## Generalauftakt
Generalauftakt ist ein von Hugo Riemann stammender Begriff. Es ist ein Auftakt höherer Ordnung, der nicht Bestandteil des folgenden Motivs, sondern Überleitung zu einem neuen Gedanken oder zur Wiederholung eines bereits vorher aufgetretenen Themas darstellt. Er nennt ihn einen „Auftakt, der nicht zum nächsten Taktmotiv gehört, sondern zum erneuten Vortrage des Hauptgedankens überleitet.“ Die Bedeutung des Generalauftakts erkannte bereits Jérôme-Joseph de Momigny; er nennt ihn „lien“ (Band). Mathis Lussy, der Momignys Ideen 1873 wieder aufgriff, nennt die Überleitungstöne notes de soudure („Naht“). In Hugo Riemanns Phrasierungsausgaben ist der Generalauftakt durch einen vorwärts überlaufenden Bogen kenntlich gemacht.

## Weitere Bedeutungen
- Einem älteren Gebrauch zufolge ist Auftakt (auch Aufstreich, frz. levée, it. levata) der unbetonte (leichte, schlechte) Taktteil, die Arsis, im Gegensatz zum betonten (schweren, guten) Taktteil, der Thesis, der als Abtakt (auch Niedertakt, Niederstreich, frz. frappée, it. battuta) bezeichnet wird. Diese Begrifflichkeit hat ihren Ursprung im tactus, der Auf- und Abbewegung der Hand oder des Fußes beim Singen. Das Wort Auftakt wurde dann auf den Phrasenbeginn im Auftakt übertragen.
- Im übertragenen Sinne spricht man von Auftakt auch als Eröffnung einer Veranstaltung: Den Auftakt zum diesjährigen Oktoberfest bildete der traditionelle Bier-Anstich.